# R.E.M.
R.E.M.是一支于1980年组建于美国的另類摇滚乐团。乐团的原成员有麥可·史戴普（主唱）、彼得·巴克（吉他手）、邁可·米爾斯（贝司手）和比爾·貝里（鼓手）。R.E.M.是首批红起来的另类摇滚乐团。他们最先吸引大家注意的是吉他手彼得的吉他音色，带有一种急速变奏的吉他风格，以及主唱史戴普迷蒙的歌词和唱腔。R.E.M.于1981年由独立厂牌Hib-Tone出版了第一支单曲“Radio Free Europe”。接下来的1982年乐队出版了首张EP“Chronic Town”，这是乐队第一份由I.R.S.唱片出版的作品。1983年，乐队出版了广受好评的处子专辑“Murmur”，并且乐队通过接下来几年的作品，固定的巡演以及大學電台的大力支持逐渐确立了自己的地位。随着几年的地下的成功，乐队用单曲“The One I Love”赢得了主流的成功。1988年，乐队转签约華納兄弟唱片，并开始涉及政治以及环境问题。
90年代初，另类摇滚正经历着在主流群体上的广泛成功之时，R.E.M.被认为是这种音乐类型的先锋，并且出版了他们最成功的两张专辑，“Out of Time”（1991）和“Automatic for the People”（1992）。但是这两张专辑却偏离了乐队成立之初的风格。R.E.M.1994年的专辑“Monster”，是一张回归摇滚本质的作品。接下来，乐队展開了6年來的首度巡演以宣传这张专辑，但却被3位成员的伤病所打断。1996年，乐队与華納兄弟唱片续约，并创造了高达8000万美元的天价费用，创造了轰动一时的历史记录。下年，乐队成员比爾·貝里离开了乐队，只剩下巴克, 米爾斯和史戴普三人继续维持乐队。經過一些音樂風格上的改變，樂團接下來的十年在評論和商業上的成就好壞參半。2007年，乐队入选了摇滚名人堂。R.E.M.於2011年九月友好地解散，並在他們的網站上宣佈了分開的消息。

## 历史

### 组建：1980-1981
1980年一月，麥可·史戴普在喬治亞州雅典一家唱片店里遇到了彼得·巴克，而彼得·巴克正是在这里工作。他们随后发现他们拥有同样的音乐口味，特别喜欢的是朋克摇滚和原形朋克的艺人，像帕蒂·史密斯, 電視樂團（Television）和地下絲絨。史戴普说：“最后的结果是我买了所有巴克收藏的唱片。”史戴普和巴克不久就遇到了乐队的另两位成员，喬治亞大学的学生邁可·米爾斯和比爾·貝里，这两人从高中就开始玩音乐。这四人答应了一起合作一些歌曲。史戴普不久后评论说：“我们背后从没有过一丝宏图。”这支仍然没有名字的乐團花费了几个月的时间来排练，并在1980年的4月5号在喬治亞州雅典聖公會教會裡一个朋友的生日派对上进行了首次演出。在考虑了诸如“Twisted Kites”、“Cans of Piss”以及“Negro Wives”等乐队名字后，史戴普不经意地从一本字典上选择了一个名字：R.E.M.(快速動眼睡眠)作為樂團名稱。
乐队成员最后终于决定辍学以发展乐队事业。他们找了一位经纪人傑費遜·霍爾特（Jefferson Holt），一位唱片店的拥有者，并且深深地被R.E.M.在他的家乡北卡罗来纳州教堂山的一场表演所吸引，最后他搬去了雅典。R.E.M.基本上是立即就在雅典和周边区域获得了成功；乐队逐渐吸引了大批人群来看表演，甚至导致了一些“雅典音乐现场”的指责。接下来的几年时间内，R.E.M.在美国的南部进行了巡演。巡演过程非常的辛苦，因为当时几乎还没有进行巡演的另类摇滚乐团。乐队只能乘坐一辆又老又旧的蓝色面包车，并且靠每天发放的2美元食物津贴为生。
在1981年夏天的整个期间，R.E.M.在位于北卡羅萊納州溫斯頓-賽倫的制作人米奇·伊斯特（Mitch Easter）的Drive-In录音室里录制了他们的首支单曲“Radio Free Europe”。这支单曲由当地的独立厂牌Hib-Tone限量出版发行1000张，并迅速被卖完。尽管它是限量发行的，这支单曲却获得了好评，并被《纽约时报》评选被年度十佳单曲之一。

### I.R.S.唱片以及邪气的成功：1982–1986
R.E.M.与米奇·伊斯特在1981年10月录制了EP“Chronic Town”，并计划在一个叫Dasht Hopes的新的独立厂牌发行。然而，I.R.S.唱片获得了乐队已经发行数月的与Easter录制的首张Demo。乐队因为比较中意I.R.S.，因此拒绝了主流厂牌RCA唱片的优厚待遇。1982年5月，乐队得到了I.R.S.的一纸合约。同年的8月份，I.R.S.发行了Chronic Town，作为其首个美国出版的作品。对这张EP，NME做了积极的评价，并称赞其有种神秘的气息，“听上去很真实，能听到如此自然、灵巧的音乐很棒”。
I.R.S.唱片最先为R.E.M.找了制作人斯蒂芬·海牙（Stephen Hague）来录制他们的处子专辑。海牙非常注重于对技术的完善，给乐队留下了恶劣的印象，因此乐队成员要求公司让他们与伊斯特录制专辑。I.R.S.同意录制一些Demo作品，并允许乐队返回北卡罗莱纳州与伊斯特和他的搭档唐·迪克森（Don Dixon）录制歌曲“Pilgrimage”。在听了这首歌后，I.R.S.便同意了乐队与伊斯特和唐·迪克森录制专辑。因为与海牙不好的合作经历，乐队录制这张专辑经过了很多的“否定”，拒绝在音乐中加入一些陈烂的元素，例如吉他独奏或当时流行的合成器，为的是给音乐一种超越时代而永恒的感觉。最后完整的专辑，《Murmur》，在其出版的1983年获得了好评，《滚石》杂志还把它评为“年度专辑”之一。专辑在告示牌专辑榜上达到了第36位。重录的单曲“Radio Free Europe”是专辑的首发单曲，在1983年的Billboard单曲榜上达到了第78位。虽然得到了众多媒体的好评，但《Murmur》最终只卖出了20万张，并未达到I.R.S.的老板傑·博貝格（Jay Boberg）的预期。
1983年10月，R.E.M.首次在国家电视台上露脸是在节目“Late Night with David Letterman”上，并在节目上表演了一首未命名的歌曲。这首歌实际上叫做“So. Central Rain (I'm Sorry)”，最终成为了乐队的第二张专辑的首发单曲。乐队的第二张专辑《Reckoning》（1984），仍然是与伊斯特和迪克森一起制作的。这张专辑再一次获得了好评，NME的Mat Snow写到：“《Reckoning》巩固了R.E.M. 作为这个星球上最棒乐团的地位。”1983年末，乐队开始筹备首次欧洲巡演。令人惊讶的是，《Reckoning》在美国专辑榜上最高达到了第27位的位置——一个在那个时候校園搖滾乐团不寻常的高排位。由于在英国发行得极少，导致了在英国最高只取得了第91位的成绩。
乐队的第三张专辑，《Fables of the Reconstruction》（1985），乐队改变了方向。这次，乐队选择了和制作人喬·博伊德（Joe Boyd）合作，并在英国录制专辑。喬·博伊德曾与費爾波特公約樂團（Fairport Convention），尼克·德瑞克（Nick Drake）等艺人合作。录制的过程意想不到的艰难：严酷的寒冬以及食物的缺乏；这种情况令乐队到了崩溃的边缘。这种沮丧的情绪为专辑本身奠定了基调。此时，史戴普开始创作“南方神话”（Southern mythology）模式的歌词。根据1985的一次采访，史戴普说他是受到了“整个灵感源自一位老人坐在火堆边，为孙子们讲述传奇与寓言”的启发。《Fables of the Reconstruction》成为了由I.R.S.出版的R.E.M.唱片中在美国卖得最好的专辑。然而，专辑在欧洲的变现并不怎么好，得到的评价也是多种，一些评论甚至说它是一张“沉闷的，差劲的作品”。由于与先前的作品相比甚远，《Fables of the Reconstruction》里的单曲几乎被主流的电台所忽略。与此同时，I.R.S.唱片越来越对乐队“不愿意”获得主流的成功而感到很失望。
第四张专辑，乐队选择了約翰·麥倫坎普的制作人唐·格曼（Don Gehman）。结果《Lifes Rich Pageant》成功地将史戴普的声音摆在了音乐之前。在一次1986年《芝加哥论坛报》（Chicago Tribune）的采访中，彼得·巴克提到，“邁可爾干得越来越出色了，并且也对唱歌越来越自信。我想那是因为它把声音展示出来的原因。”这张专辑显然超越了《Fables of the Reconstruction》的销量，并最高在Billboard专辑榜上达到了第21的位置。单曲“Fall on Me”也得到了商业电台的支持。这张专辑是乐队首张被认证为金唱片的专辑，卖出了50多万张。当时，美国学院电台仍然是R.E.M.的主要支持者，乐队也开始在主流摇滚乐坛上打榜。但是，乐队仍然遭到了Top 40 radio的冷待。在《Lifes Rich Pageant》取得了成功之后，I.R.S.出版了乐队B-sides和未出版歌曲的合集《Dead Letter Office》（1987）。其后，I.R.S.编辑了R.E.M.的音乐视频，并出版了乐队的首张录像作品，《Succumbs》。

### 突破性的成功：1987–1993
Don Gehman因故无法制作R.E.M.的第五张专辑，并建议乐队与斯科特·利特（Scott Litt）合作。斯科特·利特将会参加乐队接下来的五张专辑的制作。乐队的第五张专辑《Document》（1987）的显著特征是史戴普相当开放的有关政治的歌词，特别体现在“Welcome To the Occupation”和“Exhuming McCarthy”等歌曲中。这些歌曲是对20世纪80年代下雷根总统时期的美国保守政治的反应。《纽约时报》的喬恩·帕爾勒斯（Jon Pareles）写道：“《Document》既显得自信，又显得挑衅。如果R.E.M.打算获得大量的人气，那么这张专辑就决定了乐队将以自己的方式达到。”《Document》是R.E.M.的一张突破性的专辑，专辑的首支单曲“The One I Love”在美国、英国和加拿大的榜单上都达到了前20位。到1988年2月为止，专辑卖破一百万张，成为乐队的首张破百万的专辑。鉴于乐队的突破性成功，1987年12月份的《滚石》杂志封面上，乐队被评选為“美国最佳摇滚乐团”。
由于专辑在美国本土之外并未取得理想的成绩，R.E.M.合同到期后便离开了I.R.S.唱片，并转签主流大厂牌華納兄弟唱片。1988年，I.R.S.出版了精选集《Eponymous》，包含了乐队大多数的单曲以及珍贵录音。1988年，乐队出版了签约華納兄弟后的首张唱片，《Green》（1988），展示了乐队对声音的实验。专辑的首单“Stand”是一只欢快的歌曲，而包含了更多政治材料的歌曲，如回归摇滚本质的“Orange Crush”以及“World Leader Pretend”，则分别指向了越南战争以及冷战。《Green》在世界范围内卖出了400万张拷贝。为了宣传专辑，乐队展开了乐队历史上最大最具观赏性的巡演。巡演上，乐队还在舞台上播放了艺术类的电影。在《Green》巡演后，乐队非官方地宣布决定下年将休息一年，这是乐队职业生涯的首次较大的中断。
R.E.M.于90年代中期重聚，录制其第七张专辑，《Out of Time》。与以前专辑不同的是，这次乐队成员用不同以往的非传统摇滚乐器像曼陀铃、风琴以及原声吉他等录制专辑。专辑于1991年3月发行，这是乐队首张在英美两地的排行榜上皆夺魁的专辑。专辑光在美国本土就卖出了420万张拷贝，直到1996年已在全世界范围内卖出了1200万张。“Losing My Religion”是专辑的最热门单曲，每天轮换在电台播放，MV也在MTV上播个不停。“Losing My Religion”是乐队在美国排行榜告示牌雜誌上获得最高名次的歌曲，达到了第四位。“我們的生涯中很少有改變一生的大事，因為我們的生涯過得很平緩。”米爾斯几年后如是说。“如果你想谈论
生活的改变，我想‘Losing My Religion’就是最好的表达。”专辑的第二支单曲“Shiny Happy People”（专辑中三首与乐队The B-52's的Kate Pierson合作的歌之一）也是一首热门单曲，在美国达到了第十位，在英国达到了第六位。 乐队凭借《Out of Time》在当年的格莱美奖上获得了7项提名，成为当年提名最多的艺人，可谓风光一时无二。最终，乐队获得了三项奖项：最佳另类摇滚专辑，最佳音乐录影带（Losing My Religion），以及最佳和声流行奖。R.E.M.没有为专辑展开巡演，而是做了几场简短的表演，包括一次在MTV Unplugged的演出。
R.E.M.在休息了几个月后，于1991年的末尾回到录音室录制下一张专辑。1992年末，乐队出版了《Automatic for the People》。在《Out of Time》的较软风格下，乐队本想做一张风格更摇滚更硬的专辑出来，但《Automatic for the People》“似乎朝着这个方向令人烦恼地慢慢蠕动”（据Melody Maker）。这张专辑的主题是“遗失”与“哀悼”，这样做是被“感觉……年近30岁了”所激发，巴克说。专辑里的有几首歌是与齊柏林飛船的前贝司手約翰·保羅·瓊斯
（John Paul Jones）合作的。被大多数评论（也包括巴克和米爾斯）认为的是乐队最棒的专辑，《Automatic for the People》分别在英国和美国达到了排行榜的第一位，并产生了“Drive”，“Man on the Moon”和“Everybody Hurts”三首热门单曲。最终专辑在世界范围内卖出了1000万张。与上张专辑一样，这次也没有巡演来宣传这张专辑。考虑到乐队没有巡演，综合史戴普的身体原因，外界竟然产生了史戴普垂死以及HIV帶原的谣言，并最终被乐队强烈地否定了。

### 《Monster》和《New Adventuresin Hi-Fi》：1994-1996
在乐队连续地出版了两张慢节奏的专辑后，R.E.M.在1994年出版了专辑《Monster》，据巴克说，这是一张“摇滚”唱片，摇滚两字带有引号。相对于以前的专辑，《Monster》这张专辑更多地包含了扭曲的吉他音色，最小限度的配音，还有点70年代华丽摇滚的尝试。与《Out of Time》一样的是，《Monster》在英美两地的排行榜上都达到了第一名。在世界范围内，专辑共售出900万张左右。虽然《Monster》里所有的单曲都在英国排行榜上达到了前30位，但在美国的排行榜上，只有单曲"What's the Frequency, Kenneth?"和"Bang and Blame"冲上了前40名，也是乐队最后的美国TOP40单曲了。
1995年1月，乐队发起了六年來的第一次巡演。巡演取得了巨大的商业成功，但期间的过程对于乐队来说却充满了艰辛。3月1号，在瑞士洛桑的一场演出上，Berry摔倒在了舞台上。据透露，Berry患上了脑部动脉瘤。他马上就进行了手术，用了近一个月才完全康复。貝里的动脉瘤只是乐队成员在"Monster"巡演上一系列健康问题暴发的开始。7月，米爾斯进行了一场开腹手术，来移除其体内的肠道粘着；一个月后，史戴普因为疝气的原因进行了一场紧急的手术。尽管有一大堆的问题，乐队还是在巡演的路上就为下账新专辑写了大量的新歌。乐队带着八首新歌，在巡演上进行了表演，并将其作为了新专辑的基本元素。
1996年，R.E.M.与華納兄弟唱片公司续约，并签下8000万美元的合同，在当时创下了历史最贵合同记录，轰动一时。同年，乐队推出了新专辑《New Adventures in Hi-Fi》，并在美国榜取得了第二，英国榜第一。专辑500万的销量颠覆了乐队前几年的商业运气。《時代》杂志的写手克里斯托弗·約翰·法利（
Christopher John Farley）评论道，专辑的销量下滑意味着另类摇滚的商业号召力正急剧下滑。同年，R.E.M.解雇了经纪人杰弗遜·霍爾特，原因据说是其在雅典的乐队办公室里进行性骚扰。乐队的律师布提·唐斯（Bertis Downs）接替了他的位置。

### Berry的离开和《Up》：1997–2000
1997年4月，乐队在Buck位于夏威夷考艾岛的假日住宅重聚，着手为新专辑录制demo。这次，乐队寻思着彻底颠覆以往的风格，打算将鼓点和打击乐进行实验性的混合。本来录制工作即将在10月份展开，Berry却决定离开乐队。这是他在思考了几个月并和Downs以及Mills讨论过后做出的决定。Berry告诉他的队友，如果一旦他离开，乐队就要解散的话，他会决定不退出。最后，史戴普、Mills和Buck尊重了他的决定，并决定将乐队以“三人形式”继续维持下去。1997年10月，Berry向公众宣布了他离开R.E.M.乐队的决定。Berry向媒体说：“我只是不再像最初那样对这份职业那么充满热情了……这份职业是世界上最好的工作。但我准备重新做回普通人，我想我可能不会再成为一名流行明星了。”史戴普也承认，在失去了乐队创始之初的重要成员，乐队将会不同：“我，Mike以及Peter，作为R.E.M.，我们还是那个R.E.M.吗？我想一只三条腿的狗也还是一只狗吧，只不过它必须得学着不一样地奔跑。”
因为Berry的离开，乐队取消了预定的专辑录制工作。“没有了Berry，一切都不同了，我感到很困惑”，Mills过后说到。“我们并不确定我们应该做什么。没有了鼓手，我们连排练都搞不成。”98年2月，乐队在旧金山的Toast录音室重新开始了工作。乐队结束了与Scott Litt长达数十年的合作，并雇了Pat McCarthy来制作专辑。Nigel Godrich被选为了制作人助理，乐队还将前Screaming Trees乐队成员Barrett Martin以及Beck的巡演鼓手Joey Waronker招入髦下。录制过程充满艰辛，甚至一度将乐队推向解散的边缘。Bertis Downs召开了一次紧急会议，会议上乐队成员之间解决了各自的矛盾，并同意作为一个团体继续走下去。发行了首支单曲“Daysleeper”后，《Up》辅以发行便在英美两地夺得了前十名的成绩。然而，同乐队以前的成绩比起来，这次乐队却惨遭滑铁卢，专辑在美国只卖掉了90万张，世界范围内也不过卖掉了200万张。在R.E.M.在美国销量下滑的同时，其在英国的销量却呈上升的趋势，这标志着乐队的市场重心转移到了英国，其在英国的销量超过了其他的国家，乐队的单曲也在英国也照常进入了前20。
《Up》出版一年后，乐队为Andy Kaufman的自传性电影《Man on the Moon》制作了原声，这在乐队历史上尚属首次。电影使用了乐队专辑《Automatic for the People》里一首歌的名字作为电影名。《Man on the Moon》原声带中的“The Great Beyond”作为了单曲发行。“The Great Beyond”只在美国获得了53位的成绩，但在英国却创下乐队有史以来最好的成绩——第三位。

### 《Reveal》和《Around the Sun》：2001–2005
從2000年的五月到十月，R.E.M.在加拿大和愛爾蘭錄製了他們的第十二張專輯《Reveal》(2001)的大部份內容。《Reveal》和《Up》同樣有著「陰鬱的步調」，和鼓手Joey Waronker的加入，以及Scott McCaughey(和Buck同為樂團The Minus 5的共同創立者)和Posies的創立者Ken Stringfellow的貢獻。專輯全球銷量超過四百萬張，但在美國《Reveal》賣了和《Up》差不多數量的唱片。專輯的首支單曲《Imitation of Life》在英國排行拿到了第六名。The Rev. Al Friston在為《Rock's Backpages》寫的評論中描述這張專輯「在每個轉折充滿了金色般的美麗」，尤其和樂團「基本上不令人信服的作品《New Adventures in Hi-Fi》和《Up》」比較之下。同樣地，滾石雜誌的Rob Sheffield稱《Reveal》是「 一次根植於音樂的精神上的復興」並讚美其「無止盡驚人的美麗」。
2003年，華納兄弟公司發行了精選專輯和DVD《In Time: The Best of R.E.M. 1988-2003》《In View: The Best of R.E.M. 1988-2003》，其中收錄了兩首新歌〈Bad Day〉和〈Animal〉。在一場2003年於北卡羅萊納州羅里市的演唱會上，Berry驚喜地現身為〈Radio Free Europe〉合音。然後他坐在鼓組後合奏了R.E.M.早期的歌曲〈Permanent Vacation〉，這是他自退休之後第一次和樂團的表演。
R.E.M.於2004年發行了《Around the Sun》。在2002製作專輯期間，史戴普表示「(這張專輯)聽來像是從前兩張專輯起飛進入R.E.M.前所未見的領域，有點原始和嚎哮」。在專輯行後，Mills說「我認為老實說來，它變成比我們原本意圖的還要更慢一點，就歌曲整體的速度而言」。《Around the Sun》得到好壞參半的評價，在告示牌排行榜上最高到達第十三名。專輯的首支單曲〈Leaving New York〉是英國榜第五名金曲。為了專輯和後續的巡演，樂團顧用了一位新的全職巡演鼓手Bill Rieflin，他之前曾是數個工業樂團如Ministry和Pigface的成員。影像專輯《Perfect Square》在同年發行。

### 《Accelerate》《Collapse into Now》以及解散：2006-2011
2006年EMI發行涵蓋了R.E.M.在I.R.S.時期的作品的精選輯《And I Feel Fine… The Best of the I.R.S. Years 1982-1987》以及影片專輯《When the Light Is Mine: The Best of the I.R.S. Yeears 1982-1987》，該廠牌之前曾發行了數張精選。在同一個月，樂團的原始四位成員在他們被選入喬治亞音樂名人堂的典禮上演出。當他們為典禮排練時，樂隊為國際持赦組織慈善專輯錄製了翻唱約翰·藍儂的歌曲〈#9 Dream〉。這首歌做為該專輯和活動的發行單曲，是Bill Berry離 團幾近十年來首次和樂團一起錄音的作品。
2006年十月，R.E.M.在獲得資格的頭一年被提名成為搖滾樂名人堂的候選。樂團是該年被選入名人堂的五位候選之一，典禮在2007年三月於紐約舉行。樂團由珍珠果酱乐队的主唱艾迪·維達介紹進入名人堂，並和Bill Berry一起表演了四首歌曲。
2007年初樂團為其第十四張專輯而開始工作。樂團和製作人Jacknife Lee在溫哥華和都柏林一起錄音，六月三十日到七月五日之間在都柏林表演了五場「工作排演」。《R.E.M. Live》發行於2007年十月，為樂團的第一張現場演唱專輯（收錄了2005年一場在都柏林的演出）。接於其後的是2009年發行的現場演唱專輯《Live at The Olympia》，收錄了2007年的演出。R.E.M.在2008年初發行《Accelerate》。該專輯首週發行登上了告示牌排行榜的第二名，成為該團的第八張英國榜冠軍專輯。滾石雜誌樂評David Fricke認為《Accelerate》比樂團之前在Berry離團後的專輯有所改進，稱之為「R.E.M.做過最好的唱片之一」。
2010年R.E.M.發行影片專輯 《R.E.M. Live from Austin, TX》。樂團錄製第十五張專輯《Collapse into Now》(2011)，和製作人 Jacknife Lee錄音的地點包括柏林、納許維爾和紐奧林。相較於在《Accelerate》中刻意簡短和快速的方式，在新專輯中樂團的目標放在更廣闊的聲音。專輯首週登上告示牌200的第五名，成為樂團第十張進入榜單前十名的專輯。這張專輯的發行完成了R.E.M.和華納兄弟公司之間的合約義務，數月之後樂團開始在沒有合約的情況下錄製新的素材，並考慮自行發行作品。
2011年九月二十一日，R.E.M.在其網站上宣佈「結束做為一個樂團」。史戴普說他希望樂迷了解這「不是一個容易的決定」。「所有的事情終需結束，而我們想要以正確的方式，以我們的方式來結束」。長期的同事和前華納兄弟的資深副董事Ehtan Kaplan懷疑唱片公司的組識變動影響樂團解散的決定。樂團討論解散已經好幾年，但受到《Around the Sun》在評論和商業上的慘澹表現所刺激而繼續下去；據Mills表示，「不只是對樂迷和樂評，更是對自己，我們需要證明我們仍然能做出好的唱片」。樂團成員在完成精選輯《Part Lies, Part Heart, Part Truth, Part Garbage 1982-2011》後結束合作關係，專輯發行於2011年十一月，是第一張集合R.E.M.在I.R.S.和華納兄弟公司時期作品的選輯，同時收錄了三首樂團在《Collapse into Now》之後最後的錄音室作品。十一月，Mills和史戴普在英國媒體進行短暫的宣傳行程，並排除了樂團未來重組的可能。

## 作品

### 录音室专辑
- Murmur (1983)
- Reckoning (1984)
- Fables of the Reconstruction (1985)
- Lifes Rich Pageant (1986)
- Document (1987)
- Green (1988)
- Out of Time (1991)
- Automatic for the People (1992)
- Monster (1994)
- New Adventures in Hi-Fi (1996)
- Up (1998)
- Reveal (2001)
- Around the Sun (2004)
- Accelerate (2008)